# Lille pendant la Seconde Guerre mondiale
En 1940, la France, à la suite de la « Drôle de Guerre », est envahie par l'Allemagne nazie. La ville de Lille est occupée, rattachée donc colonisée par les nazis pendant plus de quatre ans, du 31 mai 1940 au 4 septembre 1944. Cette ville du Nord comptait alors environ 190 000 habitants. Sous l’occupation, elle est rattachée à la Belgique, et de nombreux aspects de la vie des Lillois sont alors bouleversés. Lille reçoit la croix de guerre 1939-1945 le 10 octobre 1949.

## Les opérations militaires

### L'invasion
Dans la nuit du 9 au 10 mai 1940, les blindés allemands franchissent les Ardennes. Les bombardiers allemands ciblent leurs attaques sur les points stratégiques, comme une ligne de chemin de fer à Lambersart. L'armée allemande avance très rapidement et occupe le Luxembourg, la Belgique, et le 27 mai, les Allemands sont aux portes de Lille. Trois Panzerdivisionen attaquent à l'ouest de la Deûle. Les troupes franco-britanniques quittent la ville dans la journée. Seules quelques unités d'un régiment de pionniers, quatre-vingts commis d'administration et un millier de Sénégalais retranchés dans la Citadelle sont présents pour défendre Lille. Ils sont équipés de fusils de modèle 1874 et 1886, et de très peu de munitions. Le régiment de soldats sénégalais dispose tout de même d'une dizaine de véhicules blindés, qui lui permettront de tenir un siège de quatre jours. La bataille de Lille débute. 
Les Britanniques sabotent les installations pour ne laisser aucun élément stratégique aux Allemands. Ils font sauter le central téléphonique Boitelle et brûlent un stock de matériel militaire, faute de pouvoir le convoyer en zone libre à temps. Dans la matinée du 28 mai, les patrouilles allemandes font tomber les poches de résistances rue de Solférino, rue Nationale, le long de la Haute-Deûle. Une Kommandantur de campagne s'installe sur la Grand'Place. Le 31, les derniers foyers de résistances du boulevard de Dunkerque à Lambersart et de la Citadelle déposent les armes. La bataille de Lille se termine officiellement le 1er juin avec le défilé des troupes françaises dans les rues de Lille, notamment sur la Grand place. L'évènement est peu connu car l'évacuation de Dunkerque a été mise en avant par les historiens. Le bilan est de 174 tués dont quinze civils, 128 militaires français, un militaire britannique, et une trentaine de militaires allemands. Deux cent vingt immeubles sont détruits, ainsi que deux ponts. La Place de Tourcoing (aujourd'hui place du Maréchal Leclerc) est en ruine, et les immeubles de la Porte de Béthune sont éventrés. (En particulier la "Grande Brasserie" qui prévenait des bombardements par une sirène).

### Les bombardements
Le centre-ville de Lille a été plutôt épargné par les raids aériens durant l'occupation allemande. En revanche, les faubourgs ont subi de nombreuses attaques. Les cibles les plus touchées sont les usines métallurgiques de Lille-Fives (huit attaques entre 1941 et 1944), les ateliers de la SNCF de Hellemmes, la gare de triage de Lille-Délivrance, les filatures du quartier de Moulins-Lille (cinq attaques entre 1941 et 1944), ainsi que les complexes chimiques Kuhlmann de Loos et de Marquette. La "grande brasserie", qui prévenait des raids aériens par une sirène a souvent été la cible des bombardements

## L'organisation administrative du pouvoir allemand
Lille est rattachée à la Belgique et sous l'autorité du Gouvernement Militaire pour la Belgique et pour les départements du Nord et du Pas-de-Calais, basé à Bruxelles. En effet, le gouvernement allemand considère la Flandre et l'Artois comme appartenant à l'« Europe germanique ». Le Reich pense affaiblir la France en lui retirant deux départements qui disposent de nombreuses richesses (filatures, sidérurgie, mines, papeteries). Le Haut-Commandement allemand de Paris n'a aucune autorité sur ces deux départements. L'OFK 670 de Lille est une succursale de cette organisation. Elle est basée à la Chambre de commerce de Lille, dirigé par le général Niehoff (de). 
Le général Niehoff détient tous les pouvoirs sur les départements du Nord et du Pas-de-Calais. Le 17 avril 1941, une ordonnance de l'OFK 670 dispose que « l’exécution des lois, ordonnances, décrets et arrêtés suivants, émanant du Gouvernement français, a été interdite avec un effet rétroactif dans le rayon d'action de l'OFK 670 ». Les cinquante-six décrets annulés suivent cette déclaration.
La « Feldkommandantur 569 » est, dans l'arrondissement de Lille, l'organisme chargé principalement des services de sécurité, courrier, troubles, défense passive, prisonniers, cartes, contre-espionnage.

## La Résistance
À Lille, on observe surtout des gestes de désobéissance, des vols, des distributions de journaux clandestins, comme « L'Homme libre », de Jean-Baptiste Lebas, ou la feuille de résistance publiée dès le 14 juin 1940 par Jules Noutour. Les plaines du Nord ne permettent pas la mise en place de maquis, comme dans les zones montagneuses. De plus, de nombreux contingents allemands sont en poste à Lille. Ainsi, peu de sabotages ont lieu directement contre les installations allemandes. On observe surtout des sabotages dans les usines et les voies ferrées. On apprend parfois également que des militaires allemands ou des collaborateurs ont été abattus, comme ce soldat de la Wehrmacht tué à Lille le 20 avril 1942, place des Reigneaux. Les Allemands fusillent des premiers otages détenus à la citadelle de Lille le 8 septembre 1941, beaucoup connaitront le même sort.
Voici une liste de quelques actes de sabotages :	
- Le 4 novembre 1940 : sabotage de câbles à La Madeleine (amende infligée à la Mairie)
- Dans la nuit du 26 au 27 mai 1941 : assassinat d’un officier à Lille
- Après l'invasion de l'Union soviétique par l'Allemagne, (Opération Barbarossa) en juin 1941,  les communistes entrent dans la lutte armée : le 25 août 1941, trois militants, dont une femme, tuent deux officiers allemands dans un café lillois. Cinq otages seront fusillés en représailles[16].
- Le 20 avril 1942, un soldat allemand est abattu à Lille, dix otages sont fusillés et cinquante autres déportés[16].
- Le 9 janvier 1943 : attaque d’un dépôt de l’Armée à Lille
- Le 5 novembre 1943 : déraillement d’un train entre Lille et Tourcoing

Trois réseaux importants opérant dans la « zone rattachée » mais aussi à Lille, se font particulièrement actifs :	
- « sylvestre farmer » : filiale française, créée par Churchill, du WO (War Office), qui a recours à une action de destruction de 22 transformateurs et 12 disjoncteurs à Lille-Fives 26 juin 1943 par exemple.
- « OCM » (organisation civile et militaire) : c'est un mouvement crée à Paris en novembre 1940. Il est très actif à Lille via la diffusion de journaux clandestins et la collecte de renseignements d’ordre militaire notamment[17].
- « FTP » (Francs-Tireurs Partisans) : il s'agit d'un rassemblement des divers groupes armés crée en 1942 et dirigé par le PCF, installé à Paris et animé par Jacques Duclos[17].

Le Comité départemental de libération du Nord C.D.L fut créé le 6 novembre 1943 au domicile du docteur Jules Defaux en présence de François-Louis Closon, émissaire du Général de Gaulle, pour coordonner les différents réseaux et préparer la restauration du pouvoir républicain .

## La vie courante

### Relations avec l'occupant allemand
En juin 1940 et août-septembre 1944, la population a des relations très tendues avec l'occupant allemand. Les plus anciens sont encore traumatisés par l'attitude méprisante de l'occupant allemand durant le premier conflit mondial. Les plus jeunes sont effrayés par le régime nazi. L'occupant allemand multiplie les efforts pour mettre en place des relations cordiales avec la population lilloise, afin de favoriser le projet d’incorporation du Nord et du Pas-de-Calais dans un grand État flamand. Il ouvre des cantines, les militaires aident les personnes âgées, offrent des bonbons aux enfants.

### Le rationnement

#### La mise en place du ravitaillement
En avril 1940, Lille et cinq autres villes de la région obtiennent des stocks substantiels de denrées alimentaires et vestimentaires. Environ 1 450 tonnes de viande sont stockées dans les entrepôts frigorifiques de Lille. Dès mai 1940, de nombreux commerces sont pillés par des réfugiés en manque de nourriture. Le Préfet, M. Carles, redresse la situation en rouvrant des commerces alimentaires et des pharmacies. Il faut alors réquisitionner les stocks existants et les répartir le plus équitablement possible. Lille est la première ville de France à mettre en place des cartes de ravitaillement à partir de juin 1940 (pour le pain, le lait, le charbon etc.). Chaque habitant se voit classé dans une catégorie selon son âge et son sexe. Il reçoit alors une carte individuelle d'alimentation, où se fixent les coupons mensuels de ravitaillement. Il existe un Comité local de Ravitaillement à partir 5 juin et grâce à ses efforts considérables, les Lillois perçoivent quotidiennement 300 g de pain. 	
Sous l’occupation, les problèmes liés au ravitaillement sont gérés par les services préfectoraux qui doivent travailler avec les services de l’Intendance allemande et sous les ordres de l’OFK 670. De septembre à décembre 1940, un organisme est chargé de constituer des stocks de marchandises et d’en réglementer la commercialisation. Puis, dès le 1er janvier 1941, il y a la mise en place de la Direction du Ravitaillement Général du Nord, installée à Lille. Pourtant, dans les faits, c’est bien l’OFK 670 qui reste maître absolu du ravitaillement de la population.

#### Le difficile ravitaillement de la population
L’occupant encourage les relations avec la Belgique, même en ce qui concerne le ravitaillement. Des denrées (mais aussi des produits chimiques, pharmaceutiques, du charbon…) sont alors envoyées aux voisins belges et des échanges se font. Il y a de nombreuses fraudes, ce qui nuit aux intérêts du Ravitaillement Général. Sur le marché noir, avec le trafic illicite, se produit une inflation des denrées. Le Marché noir couvre jusqu'à 60 % des besoins des Lillois. De telles actions sont sévèrement punies par les autorités.
Il existe des régimes spéciaux :
- Plus de 1000 établissements lillois qui constituent des débits de boissons alcoolisées, sont soumis à des règles : vente d’alcools forts interdite trois jours par semaine, heure de fermeture à respecter…
- L’article 1 de l’arrêté du 2 mai 1941 réglemente les restaurants : service à la carte interdit, portion de viande limitée, interdiction de servir du pain frais, etc.
- Les cantines d’entreprise qui sont soit « normales » soit « privilégiées » (les cantines des usines métallurgiques de Lille qui travaillent pour l’édification du mur de l’Atlantique) au niveau des denrées distribuées, sont sous le contrôle de l’OFK 670 en 1941.

Les marchés hebdomadaires dans Lille (de fruits, légumes, viandes…) voient une baisse importante de leur clientèle durant la guerre et cette situation empire sous l’occupation car il faut donner des tickets pour tout. Les marchands de poissons des marchés de Wazemmes et de la rue Solférino sont ceux qui ont le plus de succès. Les files d'attente se multiplient devant les épiceries et magasins d'alimentation.
Beaucoup de boulangeries sont fermées ou pillées. Le 1er juin 1940, une carte de pain donne droit à 300 grammes par jour. « L’Indépendante » est une boulangerie industrielle de Lille, c'est la plus importante « boulangerie-meunerie » de France entre les deux guerres et dès leur arrivée, les Allemands s'y intéressent et y installent du personnel militaire allemand. Cette entreprise ravitaille de nombreuses villes de la région. Les Lillois ont plus de sucre que des habitants d'autres régions du pays, l'approvisionnement en viande reste difficile : en janvier 1943, la ration de viande hebdomadaire diminue à 180 grammes dans les villes (150 grammes dans les zones rurales) puis en fin d'année, nouvelle diminution à 120 grammes (80 dans les campagnes). À Lille, il existe un service de l'OFK 670 qui délivre des permis de chasse, ce bureau est dirigé par l'inspecteur chef Estorff, ami du maréchal Goering.
Le vin est rationné et les Allemands contribuent eux-mêmes au développement d'un trafic intense. Les stocks de charbon, le cuir, le pétrole, ainsi que les métaux font également souvent défaut.

### Les loisirs

#### Le maintien des activités de loisirs
La vie culturelle à Lille reste développée sous l'occupation, la population a besoin de se changer les idées. Les spectacles sont parfois interrompus à cause d'alertes aériennes ou de pannes électriques. Dans les cinémas, une propagande nazie, ainsi que les actualités allemandes, précèdent souvent la projection des films à l'écran. Les salles du théâtre Sébastopol sont souvent pleines et les Allemands y prêtent peu d'intérêt, ils se contentent du bon respect des règlements. Même si le public français a le droit d'assister aux spectacles allemands, comme à l'Opéra dès 1941, ils y sont peu présents. Le 10 mai 1941, a lieu l'inauguration du « Deutsche Theater » avec une volonté de faire de l'Opéra de Lille un véritable lieu de culture germanique. Les représentations (opéra, théâtre, ballets, concerts) y sont nombreuses. Les expositions lilloises sont encore nombreuses et les thèmes sont reliés à la propagande nazie, par exemple « le bolchevisme contre l'Europe » en juin 1942.
Les associations sportives les plus actives à Lille sont le football, le cyclisme, l'aviron (la plus ancienne association sportive lilloise), et l'athlétisme. « Flandre-Lille » est une équipe de football reconnue pour son efficacité, qui termine seconde du championnat de France en 1944. Le club lillois devient le LOSC en novembre 1944. En cyclisme, notons que trois « Paris-Roubaix » se sont déroulés durant le conflit.
Les « jardins ouvriers » sont nombreux à Lille pendant l'occupation.

#### Des restrictions aux activités culturelles
Les Allemands imposent de nombreuses restrictions  concernant les loisirs des Lillois. Des œuvres juives sont interdites par les nazis dans les concerts. La danse est interdite dans les lieux publics depuis le 20 août 1940. Les films anglophones sont interdits dès 1940. La pratique de la danse est acceptée dans certaines écoles qui doivent respecter un règlement rigide imposé par les Allemands. Le prix de l'inscription est souvent très élevé, ainsi, les Lillois issus de milieux très modestes se contentent de fréquenter des bals clandestins, où ils risquent une amende. Le 8 septembre 1939, la Bibliothèque Municipale est fermée au public et des collections sont régulièrement transférées dans d'autres régions.
Une règle concernant l'édition des livres précise qu'un ouvrage ne doit « nuire au prestige et aux intérêts allemands ». La qualité des ouvrages se dégrade en raison d'une pénurie de papier avec la guerre.

### L'aide sanitaire et sociale apportée aux Lillois
L’État est lent, alors des sociétés privées se chargent de la distribution de « secours urgents » aux familles des hommes mobilisés lillois : ACO (action catholique ouvrière), LOC (ligue ouvrière chrétienne), Secrétariat Social de Lille. Les familles les plus dans le besoin, touchent de l'argent. 
À Lille, des soupes populaires sont mises en place à partir de novembre 1940. Des restaurants populaires (repas à prix modeste), ainsi que des cantines scolaires sont créés en 1941. Ensuite, des refuges chauffés sont créés à Lille, ouverts tous les après-midi, sauf le dimanche. On y trouve des salles de lectures, des infirmières, des machines à coudre... Enfin, le Secours National aide notamment les victimes des bombardements, et recourt à des opérations de sauvetage. 

#### Les sociétés de secours
Le 4 juin 1940, la SSBM (société de secours aux blessés militaires), l'UFF (Union des femmes de France) et l'ADF (association des dames françaises) fusionnent pour devenir la Croix-Rouge française. Le Comité de la Croix-Rouge française de Lille mène alors plusieurs activités, comme l'ouverture de deux dispensaires mais aussi des formations d’infirmiers. Beaucoup de bénévoles travaillent à la Croix Rouge et l’essentiel des ressources du Comité sont destinées à ceux qui souffrent (les prisonniers de Loos notamment, les blessés, malades, les enfants sous-alimentés…).
Les « Dames » désignent des volontaires féminines qui reçoivent une formation sanitaire. Elles gèrent la cantine de la gare en 1939, réservée aux permissionnaires de passage et elles aident dans diverses autres tâches quotidiennes. Pendant l’occupation, les infirmières sont très actives (citons Marie-Rose Dalmar, Elisabeth Biarez…), elles soignent de nombreuses personnes. 
Le mouvement secouriste est également très important, à la suite des bombardements de Fives et d’Hellemmes en 1942 notamment. En 1943, 260 secouristes opérationnels sont présents à Lille qui est la ville la mieux organisée à ce niveau-là à l’époque. Maurice Defives, est le directeur des secouristes, qui sont également connus sous l’appellation d’équipiers d’urgence. Quatre secouristes ont été abattus par des SS en 1944. En avril 1942, il y a un nouveau service de « la Croix Rouge de la Jeunesse ».
Des associations comme le N.S.V correspondant à « l’Assistance Nationale socialiste » en 1940, ou les Schwester (les sœurs, des infirmières allemandes), illustrent la volonté du parti nazi de montrer aux Français les bienfaits du régime dans un but de réconciliation franco-allemande. Cependant, leurs activités cessent de fonctionner au début de l'année 1941.

#### Les hôpitaux lillois
On compte de nombreux hôpitaux à Lille. Citons par exemple l'hôpital militaire Scrive où les patients sont surtout issus de la prison de Loos ou des services de la police secrète de la Madeleine, où ils ont été victimes de tortures. L’occupation totale par les Allemands des bâtiments se fait en 1941, puis l’entrée des locaux est interdite fin 1942. Il y a également l'hôpital Saint-Sauveur, à l’origine réservé aux civils, qui accueille de nombreux militaires en mai 1940. Les Allemands abandonnent l’établissement le 30 août 1944, ainsi que l'hôpital Calmette, spécialisé dans les problèmes pulmonaires (tuberculose notamment) puis dans la chirurgie et les soins pour les gazés.
En général, il y a un manque de personnel hospitalier, une pénurie de médicaments, et un nombre en excès de victimes, de patients.

### La Défense passive
La Défense passive constitue l'ensemble des mesures destinées à protéger la population civile contre les bombardements aériens. Le Préfet du Nord est responsable de la préparation et du bon fonctionnement de ce service. La Défense passive se traduit par des activités d'information du public, de guet, l’occultation des lumières, l'alerte, l'organisation des abris, des secours.
La population est informée par des affiches, la presse, des livres, des bandes dessinées. Dans le cadre des programmes scolaires, une leçon sur la Défense Passive, d'une durée de douze heures est enseignée dans les classes du Certificat d'études primaires.
La surveillance de l'espace aérien est exercée par des postes de guet situés sur les toits de la Cité Hospitalière, en construction. Les observations sont transmises à la Préfecture, qui prend la décision ou non de déclencher les alertes. À partir de la fin du mois de mai 1940, et l'occupation allemande, les avions signalés sont les avions alliés.
Les autorités françaises, puis allemandes accordent une grande importance à l'occultation des lumières. En effet, les bombardements alliés ont souvent lieu de nuit, pour éviter aux avions de se faire repérer. Une circulaire allemande publiée par le général Niehoff (de) le 25 juin 1940, ordonne aux Lillois de munir leurs ouvertures donnant sur l'extérieur, avec des rideaux, des volets, des persiennes. Il est également demandé de diminuer l'intensité de l'éclairage, avec des abat-jour par exemple. À la fin de cette circulaire, il est précisé que « quiconque se mettra en contravention de cette réglementation ou des prescriptions préposées « ad hoc » sera puni d'une amende de RM 10 000, ou d'une peine de prison pouvant aller jusqu'à un an. »
La population est invitée à se réfugier dans des abris lors des épisodes de bombardements. Ces abris sont de différents types : tranchées, bunkers, anciennes casemates, ou protections individuelles comme des caves. À Lille, de nombreuses caves sont aménagées, pour résister à l'effondrement d'un immeuble ou à l'obturation de l'entrée. Des étais sont posés et des caves voisines sont reliées entre elles. De telles structures sont également installées dans les anciennes fortifications de la ville, notamment aux portes de Béthune, Douai et Arras.

## La répression
Régulièrement, l'OFK 670 prend des ordonnances, en réaction à des grèves, des sabotages, ou pour sommer la population de respecter une nouvelle disposition. L'autorité militaire allemand s'appuie sur plusieurs services de police pour maintenir l'ordre. D'abord les services militaires, Feldgendarmerie (police militaire), la GFP (Geheimefeldpolizei) qui gère dans un premier temps les affaires internes à l'armée allemande puis va lutter contre la résistance. Enfin la Sipo-SD (Aussi communément appelée la Gestapo) qui est la police politique du parti nazi. Ce service est basé dans la banlieue lilloise à La Madeleine. Il s'agit de la police qui gère toutes les affaires dites politiques (recherches des gaullistes et communistes ainsi que les agents envoyés par Londres ou les aviateurs). Les populations juives vont aussi subir la répression dès l'année 1942 à Lille et dans la région . 

### Les sanctions contre la population civile
L'interdiction et la répression des grèves font l'objet de nombreuses mesures. Le 3 juin 1941, le général Niehoff (de) interdit toute grève ou toute incitation à la grève, sous peine de « sanctions les plus sévères des autorités allemandes ». Le 23 août 1944, une ordonnance dispose que les grévistes sont passibles de déportation dans les mines de la Ruhr, ainsi que suspension de paye et d'une perte de droit à l'indemnité de chômage. Deux jours plus tard, un avis ordonne la fermeture des restaurants, des spectacles, oblige la population civile à rester à son domicile, et informe que des tirs sans sommations auront lieu envers ceux qui ne respectent pas ces consignes, et ce jusqu'à la reprise du travail.
Le général prend régulièrement des ordonnances afin de rendre obligatoire le travail le dimanche, à partir de 1942.
Parfois, ce sont les civils eux-mêmes qui subissent les représailles des actes de la Résistance, lorsque les Allemands ne retrouvent pas les coupables. Ils encourent la confiscation des postes récepteurs de radio, des prises d’otages, des déportations, des arrestations arbitraires et dans le pire des cas des exécutions. Ainsi, après le sabotage d'une voie ferrée le 1er avril 1944, quatre-vingt-six civils d'Ascq sont exécutés,.

### Les sanctions contre les prisonniers politiques et les résistants
Les Allemands, au fil de l’occupation, arrêtent des personnes qu’ils vont considérer comme étant des « prisonniers politiques ». L'ordonnance du 19 septembre 1941 stipule que : « tous les prisonniers politiques peuvent être traités en otages considérés comme responsables d’attentats meurtriers non identifiés sur des soldats et policiers allemands et assimilés. Pour un Allemand tué, cinq otages seront au minimum exécutés […] ». De nombreux patriotes sont alors exécutés à la Citadelle de Lille mais aussi des traîtres et collaborateurs après la Libération. On compte vingt-cinq fusillés au total (exécutions capitales) sous l’occupation[réf. nécessaire]. Des avis sont publiés afin d'informer de l'exécution de prisonniers politiques, de saboteurs, d'otages, en réponse à des attentats, des sabotages contre l'occupant allemand.
Une multitude de circulaires concernant une réduction de la liberté des Juifs sont émises par l’OFK 670. À partir de juillet 1941, certaines professions sont interdites aux Juifs, des postes de radio sont confisqués, leurs biens sont « aryanisés ». Dans la région, ils ne peuvent circuler la nuit entre vingt heures et sept heures, et une circulaire du 14 novembre 1941 interdit aux juifs de fréquenter la plupart des restaurants, estaminets, bars et cafés lillois… À partir de 1942, les déportations de Juifs commencent. Les Lillois ne sont pas toujours indifférents à leurs souffrances, à l'instar du pasteur Nick, de l’abbé Stahl, ou encore du pasteur militaire allemand Friedrich Gunther, abattu le 26 août 1944 sur les marches de l’OFK 670 à Lille (par l’un de ses anciens chefs).

## L'union des mouvements de Résistance et la Libération de Lille
Quelques mois avant la Libération, la sauvagerie du massacre d'Ascq marqua les esprits. Du 19 au 25 août, les éléments F.F.I. de Paris libéraient la capitale à l'aide de la 2e division blindée du Général Leclerc. Le 1er septembre, les avant-gardes anglaises atteignaient Arras.
Des signes de retraite étaient observables dès le 20 août: des soldats allemands tentaient de rentrer en Allemagne, le matériel stocké dans les casernes de Lille commençait à être évacué, ainsi que des chars lourds, le 1er septembre, en traversant le centre-ville par la rue Esquermoise. La Sipo-SD Gestapo et la police militaire GFP évacuaient leurs bureaux de la rue Tenremonde et de l'avenue Saint-Maur à la Madeleine. Le 31 août, les Allemands firent sauter un dépôt de munitions et de réserve de carburant. Malgré cette agitation naissante, le 1er septembre, l'OFK 670 fonctionnait toujours, la circulation des tramways continuait, tout comme le service d'eau et d'électricité>; quelques troupes allemandes supplémentaires quittaient Lille. En ce même premier jour du mois, se réunirent, dans une école de Fives, les commandants et chefs des principaux réseaux de Résistance  locaux (FFI, Voix du Nord, Libération-Nord, WO (War Office), CDLR et ORA). Ce rassemblement, pendant lequel furent établies les différentes actions pour accompagner ou anticiper la libération de la ville, marqua l'union effective de tous les mouvements de Résistance même s'il y eut déjà une première réunion d'union, pour l'échelon départemental, le 20 août à Maubeuge.
Dans la nuit du 2 septembre, des élèves policiers membres de la Résistance libérèrent la Citadelle, et s’emparèrent de 100 caisses de grenades, de 1 800 fusils et de 4 mitrailleuses lourdes. En fin de matinée du 2 septembre, fut donné l'ordre de se retirer de Lille était donné; les derniers membres de l'état-major quittèrent la ville. Les Forces françaises de l'intérieur (FFI) reçurent pour instruction d'occuper l'Hôtel de ville, le central téléphonique et la Nouvelle Bourse, ancien siège de l'OFK 670. Dans l'après-midi, quatre chars lourds isolés et sans groupe de protection étaient laissés en arrière-garde dans le centre de la ville et prenaient en enfilade les principales artères (rue Nationale, Faidherbe, Artois et des Postes). L'évacuation d'une unité d'une dizaine de chars, par le boulevard Victor Hugo, escortés par des cyclistes en tenue camouflée, se fit sous les tirs des membres des FFI tirant des fenêtres des maisons. À 18h, les FFI prenaient les derniers bureaux, locaux et casernements précédemment occupés par les Allemands.
Le 2 septembre à 18 h, Lille était en grande partie libérée des Allemands. Le 3, des fuyards ennemis retardataires (sans blindé) passèrent par Lille et connurent des escarmouches avec les FFI qui en firent certains prisonniers. Lille fut définitivement libérée, le 3 en fin d'après-midi; les drapeaux tricolores fleurirent alors et les voitures peintes recouvertes du sigle des FFI arpentaient les rues. Le bilan de cette libération est d'une cinquantaine de morts et de 600 blessés.
Un détachement des FFI de la région lilloise, équivalent à un bataillon, rejoignirent, le 10 septembre, le siège de Dunkerque.

## Collaboration et épuration
Des mouvements de collaboration se développent dans le Nord dès 1940. Le Vlaamsch Verbond van Frankrijk (VVF, Fédération Flamande de France) est créé en 1940, et développe un programme culturel et éducatif, afin de souligner la proximité culturelle entre Flamands et Allemands. Le but est de justifier le rattachement de Lille à la Belgique, dans la perspective de reconstituer l' « Europe germanique ».
D'autres mouvements collaborationnistes sont des sections de partis politiques collaborationnistes d'ampleur nationale.
Le Francisme, fondé par Marcel Bucard en 1933, est autorisé par l'OFK 670 le 27 octobre 1941. Son activité se concentre sur la distribution de tracts. Elle tente par ailleurs, quelques actions spectaculaires et destructives contre les symboles de la République. Ce mouvement est en perte de vitesse durant l'occupation.
Le Parti Populaire Français (PPF), créé par Jacques Doriot en 1936, est autorisé en décembre 1941 par l'OFK 670. Il place son activité sous une double bannière dès 1942 : anticommunisme et maréchalisme. Le PPF fait face à un manque d’argent, ainsi que de militants. Il est critiqué par la population pour recruter des membres au casier judiciaire chargé.
La Milice française, mise en place par le gouvernement de Vichy en 1943, est autorisée par Bruxelles le 19 mars 1944. Elle entre rapidement en conflit avec les autres mouvements (Francisme, PPF, VVF). La trentaine de miliciens de Lille effectue des arrestations, des contrôles d'identités, et participent activement au marché noir.
Ainsi, si quelques mouvements collaborationnistes se développent, ceux-ci n'attirent que peu de membres, et leur action demeure limitée. Ceci peut s'expliquer par une crainte de l'annexion au Reich, ainsi que par le patriotisme traditionnel du Nord.
La répression judiciaire et extra-judiciaire a plutôt été modérée. Elle a été effectuée par des sous-sections de la Cour de Justice du ressort de la Cour d'Appel de Douai, ainsi que des tribunaux militaires. Il y eut 3 999 personnes sanctionnées dont 307 condamnations à mort. La proportion de condamnés à mort par rapport au nombre de personnes sanctionnées est la plus faible de France. La collaboration militaire est plus sanctionnée que la collaboration politique. De plus, la majorité des exécutions a touché les employés et ouvriers (60 % des exécutés), contre 10,5 % de militaires et policiers exécutés. Des peines privatives de libertés sont également prononcées, ainsi que des confiscations de biens et des amendes. Là encore, les ouvriers sont plus touchés que le patronat, qui bénéficie plus facilement d’acquittements. Le maire de Lille mis en place par le régime de Vichy, Paul Dehove, maire de 1940 à 1944, est jugé le 24 janvier 1946 par la chambre civique de Lille, au motif d'avoir favorisé la collaboration. Il est acquitté le 25 janvier. 
La forte proportion de personnes issues de milieux modestes parmi les victimes d'épurations tient au fait que ceux-ci sont surreprésentés parmi les collaborateurs. En effet, le chômage, la misère, la sous-alimentation ont favorisé les actes de collaboration. Les jeunes sont également nombreux parmi les victimes des épurations, puisqu'ils constituaient environ 37 % des personnes impliquées dans des actes de collaboration militaire.
La répression extra-judiciaire touche 156 personnes dans le Nord. Ce type de répression s'effectue dès 1941, avant la Libération et majoritairement en ville, notamment à Lille. En effet, la collaboration est principalement un fait urbain dans le Nord,. Elle correspond plus à des actes de combats qu'à des vengeances personnelles.